# Liste des cimetières militaires de la bataille de Normandie
Cet article liste l'ensemble des cimetières militaires de la bataille de Normandie. La région compte 28 cimetières militaires où reposent 117 500 soldats morts majoritairement entre juin et août 1944. Cimetières, plages du débarquement, musées, sites naturels, vestiges… sont autant de lieux de mémoire qui accueillent cinq millions de personnes par an et sont devenus des étapes incontournables du tourisme mémoriel qui constituent un enjeu majeur pour cette région.

## Liste
| Nom                                                                | Nationalité | Ville                  | Géolocalisation | Nombre de personnes enterrées | Image |
| ------------------------------------------------------------------ | ----------- | ---------------------- | --------------- | --- | ----- |
| Cimetière américain de Colleville-sur-Mer                          | États-Unis  | Colleville-sur-Mer     |                 | 9 387 |       |
| Cimetière militaire américain de Saint-James                       | États-Unis  | Montjoie-Saint-Martin  |                 | 4 410 |       |
| Cimetière militaire allemand de La Cambe                           | Allemagne   | La Cambe               |                 | 21 222 |       |
| Cimetière militaire allemand de Champigny-St. André                | Allemagne   | Champigny-la-Futelaye  |                 | 19 831 |       |
| Cimetière militaire allemand de Marigny                            | Allemagne   | La Chapelle-en-Juger   |                 | 11 619 |       |
| Mausolée du Mont d'Huisnes                                         | Allemagne   | Huisnes-sur-Mer        |                 | 11 956 |       |
| Cimetière militaire allemand d'Orglandes                           | Allemagne   | Orglandes              |                 | 10 152 |       |
| Cimetière militaire allemand de Saint-Désir-de-Lisieux             | Allemagne   | Saint-Désir            |                 | 3 735 |       |
| Cimetière militaire britannique de Bayeux                          | Royaume-Uni | Bayeux                 |                 | 4 648 Royaume-Uni: 3 935 Allemagne: 466 Canada: 181 Pologne: 25 Australie: 17 Nouvelle-Zélande: 8 Union soviétique: 7 France: 3 Tchécoslovaquie: 2 Italie: 2 Afrique du Sud: 1 Inconnue: 1 |       |
| Bayeux Memorial                                                    | Royaume-Uni | Bayeux                 |                 | 1 804 Royaume-Uni: 1 534 Canada: 269 : Afrique du Sud: 1 |       |
| Cimetière militaire du Commonwealth de Banneville-la-Campagne (en) | Royaume-Uni | Banneville-la-Campagne |                 | 2 175 Royaume-Uni: 2 150 Canada: 11 Pologne: 5 Australie: 5 Nouvelle-Zélande: 2 Inconnue: 2                                                                                                |       |
| Cimetière militaire du Commonwealth de Ryes Bazenville             | Royaume-Uni | Bazenville             |                 | 979 Royaume-Uni: 630 Allemagne: 326 Canada: 21 Pologne: 1 Australie: 1 |       |
| Cimetière militaire du Commonwealth de Brouay                      | Royaume-Uni | Brouay                 |                 | 370 Royaume-Uni: 368 Canada: 2 |       |
| Cimetière militaire du Commonwealth de Cambes-en-Plaine (en)       | Royaume-Uni | Cambes-en-Plaine       |                 | 224 |       |
| Cimetière militaire du Commonwealth de Chouain                     | Royaume-Uni | Chouain                |                 | 47 Royaume-Uni: 46 Tchécoslovaquie: 1 |       |
| Cimetière militaire du Commonwealth de Douvres-la-Délivrande       | Royaume-Uni | Douvres-la-Délivrande  |                 | 1 125 Royaume-Uni: 865 Allemagne: 180 Canada: 11 Australie: 3 Pologne: 1 |       |
| Cimetière militaire du Commonwealth de Fontenay-le-Pesnel (en)     | Royaume-Uni | Tessel                 |                 | 541 Royaume-Uni: 448 Allemagne: 89 Canada: 4 |       |
| Cimetière militaire du Commonwealth d'Hermanville-sur-Mer          | Royaume-Uni | Hermanville-sur-Mer    |                 | 1 006 Royaume-Uni: 986 Canada: 11 Australie: 3 France: 3 |       |
| Cimetière militaire du Commonwealth d'Hottot-les-Bagues (en)       | Royaume-Uni | Tilly-sur-Seulles      |                 | 1 137 Royaume-Uni: 965 Allemagne: 132 Canada: 34 Australie: 3 Nouvelle-Zélande: 2 Afrique du Sud: 1                                                                                        |       |
| Cimetière militaire du Commonwealth de Saint-Désir de Lisieux (en) | Royaume-Uni | Saint-Désir            |                 | 598 Royaume-Uni: 569 Canada: 16 Australie: 6 Afrique du Sud: 5 Nouvelle-Zélande: 1 États-Unis: 1                                                                                           |       |
| Cimetière militaire du Commonwealth de Ranville                    | Royaume-Uni | Ranville               |                 | 2 562 Royaume-Uni: 2151 Allemagne: 323 Canada: 76 France: 5 Australie: 2 Nouvelle-Zélande: 1 Belgique: 1 Pologne: 1 Inconnue: 2                                                            |       |
| Cimetière militaire du Commonwealth de Saint-Charles-de-Percy      | Royaume-Uni | Saint-Charles-de-Percy |                 | 809 Royaume-Uni: 802 Canada: 5 Australie: 2 |       |
| Cimetière militaire du Commonwealth de Saint-Manvieu-Norrey (en)   | Royaume-Uni | Cheux                  |                 | 2 183 Royaume-Uni: 1623 Allemagne: 555 Canada: 3 Australie: 1 |       |
| Cimetière militaire du Commonwealth de Secqueville-en-Bessin       | Royaume-Uni | Secqueville-en-Bessin  |                 | 117 Royaume-Uni: 99 Allemagne: 18 |       |
| Cimetière militaire du Commonwealth de Tilly-sur-Seulles           | Royaume-Uni | Tilly-sur-Seulles      |                 | 1 222 Royaume-Uni: 986 Allemagne: 232 Nouvelle-Zélande: 2 Australie: 1 Canada: 1 |       |
| Cimetière militaire canadien de Bretteville-sur-Laize              | Canada      | Bretteville-sur-Laize  |                 | 2 958 Canada: 2782 Royaume-Uni: 80 Australie: 4 Nouvelle-Zélande: 1 France: 1 Inconnue: 87                                                                                                 |       |
| Cimetière militaire canadien de Bény-sur-Mer                       | Canada      | Reviers                |                 | 2 048 Canada: 2043 Royaume-Uni: 4 France: 1 |       |
| Cimetière militaire polonais de Grainville-Langannerie             | Pologne     | Grainville-Langannerie |                 | 696 |       |